# Gustaf Ericson (innebandyspelare)
Gustaf Ericson, född 15 april 1980, är en svensk innebandyspelare som för närvarande spelar för AIK.